# حي غرب (شبين الكوم)
حي غرب، هو إحدى التقسيمات الداخلية لمدينة شبين الكوم في محافظة المنوفية، جمهورية مصر العربية.